# Partido por la Democracia y el Socialismo (Burkina Faso)
El Partido por la Democracia y el Socialismo de Burkina Faso es una organización política de la nación africana, parte de la oposición al régimen de Blaise Compaoré. Se adscribe en la doctrina socialdemócrata y el socialismo.
En las elecciones parlamentarias de 2002, el PDS logró dos escaños legislativos, representando el 1,7% de los votos del país. 
En los comicios presidenciales de 2005 apoyaron la candidatura de Philippe Ouédraogo, quien logró un 2,28% de los votos, con una cantidad de 47.146 sufragios, quedando cuarto en una carrera de 13 candidatos.
Para el año 2007 mantuvieron los mismos 2 escaños en la Asamblea Nacional y, en las elecciones presidenciales de 2010 lograron generar un pacto electoral de oposición liderado por Hama Arba Diallo, pero solo obtuvo 8,21% quedando en segundo lugar tras el triunfo rotundo que obtuvo en las urnas Blaise Compaoré.